# Terrasson-Lavilledieu
Terrasson-Lavilledieu là một xã, nằm ở tỉnh Dordogne vùng Aquitaine của Pháp. Xã này có diện tích 39,34 km², dân số năm 2004 là 6336 người. Xã nằm ở khu vực có độ cao trung bình 88 m trên mực nước biển.

## Hành chính
| Danh sách các xã trưởng                |            |               |      |             |
| Giai đoạn                              | Giai đoạn  | Tên           | Đảng | Tư cách     |
| 1989                                   | đương chức | Pierre Delmon | DVD  | công nghiệp |
| Tất cả các dữ liệu trước đây không rõ. |            |               |      |             |

## Thông tin nhân khẩu

### Terrasson
| Năm    | 1962  | 1968  | 1975  | 1982  | 1990  | 1999  | 2004  |
| ------ | ----- | ----- | ----- | ----- | ----- | ----- | ----- |
| Dân số | 4 471 | 5 528 | 6 221 | 6 305 | 6 004 | 6 180 | 6 336 |